# (34645) 2000 WT67
2000 WT67 (asteroide 34645) é um asteroide da cintura principal. Possui uma excentricidade de 0.12377260 e uma inclinação de 11.47123º.
Este asteroide foi descoberto no dia 20 de novembro de 2000 por LONEOS em Anderson Mesa.